# Tetragnatha nigrigularis
Tetragnatha nigrigularis är en spindelart som beskrevs av Simon 1898. Tetragnatha nigrigularis ingår i släktet sträckkäkspindlar, och familjen käkspindlar.
Artens utbredningsområde är Seychellerna. Inga underarter finns listade i Catalogue of Life.